# Departamento de Lebu
| Departamento de Lebu      | Departamento de Lebu |
| ------------------------- | -------------------- |
| Cabecera:                 | Lebu (1934)          |
| Superficie:               | km²                  |
| Habitantes:               | hab                  |
| Densidad:                 | hab/km²              |
| Comunas/ Subdelegaciones: | - Lebu (desde 1934)  |
| Ubicación                 |                      |
|                           |                      |

| Departamento de Lebu | Departamento de Lebu                                                                                    |
| -------------------- | --- |
| Cabecera:            | Lebu |
| Superficie:          | km² |
| Habitantes:          | hab |
| Densidad:            | hab/km²                                                                                                 |
| Subdelegaciones:     | - 1a Lebu - 2a Lebu - 3a Antilhue - 4a Trancalco - 5a Cupaño - 6a Los Ríos - 7a Lavaderos de Tucapel    |
| Municipalidades:     | - capital departamental: - Lebu - otras municipalidades (1891) - Los Álamos (1891) - Curanilahue (1913) |
| Ubicación            | |
|                      | |

El Departamento de Lebu es una antigua división territorial de Chile, que pertenecía a la Provincia de Arauco. La cabecera del departamento fue Lebu. Fue creado el 15 de julio de 1869 junto con el departamento de Angol y Departamento de Imperial, como departamentos de colonización. Se formó a partir de una sección del antiguo Departamento de Arauco.
Con la ley de 13 de octubre de 1875, la antigua Provincia de Arauco se divide en tres:
- se crea la nueva Provincia de Arauco, integrada por el Departamento de Lebu, el Departamento de Arauco y el Departamento de Imperial, que se ubican poniente de la Cordillera de Nahuelbuta; y
- se crea la Provincia de Biobío, integrada por el Departamento de La Laja, Departamento de Nacimiento, y Departamento de Mulchén creado con esa ley, ubicados al oriente de la Cordillera de Nahuelbuta.
- se crea la Territorio de Colonización de Angol, integrada por el Departamento de Angol, ubicado al oriente de la Cordillera de Nahuelbuta.

El 30 de diciembre de 1927, con el DFL 8582, se suprime la Provincia de Arauco, anexándose a la Provincia de Concepción, y modifican los límites departamentales. 
- Se genera el nuevo Departamento de Coronel, con capital en Coronel, abarcando el territorio de los antiguos Departamento de Lautaro, Departamento de Arauco y una parte del Departamento de Lebu, cuyos límites son: al norte, el límite Sur del actual departamento de Arauco; al Este, la cordillera de Nahuelbuta; al Sur, el río Trongol, y al oeste, el río Curanilahue. La cabecera del departamento será la ciudad de Coronel.
- Se genera el nuevo Departamento de Arauco con capital en Lebu, abarcando los territorios del Departamento de Cañete y parte del antiguo Departamento de Lebu, en la parte no comprendida en el departamento de Coronel.
- Con esto, se suprime los antiguos Departamento de Lautaro, Departamento de Cañete y Departamento de Lebu.

Con el DFL 8583, se modifican los límites comunales de los nuevos Departamento de Coronel y Departamento de Arauco. 
En 1934, se restituye la Provincia de Arauco y los departamentos Arauco, Cañete y Lebu.

## Límites
El Departamento de Lebu limitaba:
- al norte con el Departamento de Arauco.
- Al oeste con la Océano Pacífico
- al sur con el Departamento de Cañete
- al este con el Departamento de Angol

Desde 1934 el Departamento de Lebu limitaba:
- al norte con el Departamento de Arauco.
- al oeste con el Océano Pacífico
- al sur con el Departamento de Cañete
- Al este con la Departamento de Angol

## Administración
La cabecera del departamento se ubica en Lebu.
Con la ley de 13 de octubre de 1875, se trasladó a Lebu la Intendencia Provincial de Arauco, anteriormente con sede en Los Ángeles. La Ilustre Municipalidad de Lebu se encargaba de la administración local del departamento, con sede en Lebu. 
El 22 de diciembre de 1891, se crea la Municipalidad de Los Álamos con sede en Los Álamos, que administraba las Subdelegaciones 5a Cupaño y 6a Los Ríos, en el departamento, con los límites que le asigna los decretos del 29 de enero de 1876, 4 de mayo de 1881 y 17 de octubre de 1885.
Desde el 22 de diciembre de 1891, la I. Municipalidad de Lebu, administra las subdelegaciones restantes del departamento, con los límites que le asigna los decretos del 29 de enero de 1876, 4 de mayo de 1881 y 17 de octubre de 1885.
Bajo la presidencia de don Ramón Barros Luco, se crea la Municipalidad de Curanilahue en el territorio de la 7ª subdelegación Curanilahue del departamento de Lebu, que se denominará Curanilahue y cuyo asiento será el pueblo de ese nombre.
En 1927 con el DFL 8582 se suprime el departamento que pasa a formar parte del nuevo Departamento de Arauco y con el DFL 8583 se definen las nuevas subdelegaciones y comunas, que entran en vigor el año 1928.

## Subdelegaciones
Las subdelegaciones han variado conforme se ha ido dividiendo el Departamento, llegando a seis. Con el decreto de 4 de marzo de 1881, se crea en el departamento de Lebu una nueva Subdelegación, la N.º 7 que lleva el nombre "Lavaderos de Tucapel" y cuyos límites eran, al norte Río Curanilahue, al oriente la cima de la cordillera de Nahuelbuta, al sur estero de Hueramávida y el camino público de Lebu a Cañete, al poniente, el camino de Los Ríos de Arauco a cañete. Este decreto es promulgado por el presidente Aníbal Pinto Garmendia.

Las subdelegaciones desde cuyos territorio son definidos con el decreto del 21 de octubre de 1885, son las siguientes:
- 1a Lebu
- 2a Lebu
- 3a Antilhue
- 4a Trancalco
- 5a Cupaño
- 6a Los Ríos
- 7a Lavaderos de Tucapel (Curanilahue)

## Comunas y Subdelegaciones (1927)
De acuerdo al DFL 8583 del 30 de diciembre de 1927, en el nuevo Departamento de Arauco se crea la comuna y subdelegación de Lebu con los siguientes territorios:
Lebu, que comprende "todo el territorio del antiguo departamento de Lebu, que queda comprendido dentro de los límites del actual departamento del mismo nombre." Esto es, El territorio del antiguo departamento de Lebu no comprendido en el Departamento de Coronel.
Además se crean las comunas y subdelegaciones de Cañete y Contulmo, pertenecientes al antiguo Departamento de Cañete.
En 1934:
El Departamento de Lebu, pasa a tener las comunas y subdelegaciones de Lebu, provenientes del departamento de Arauco